# Luca Spiegel

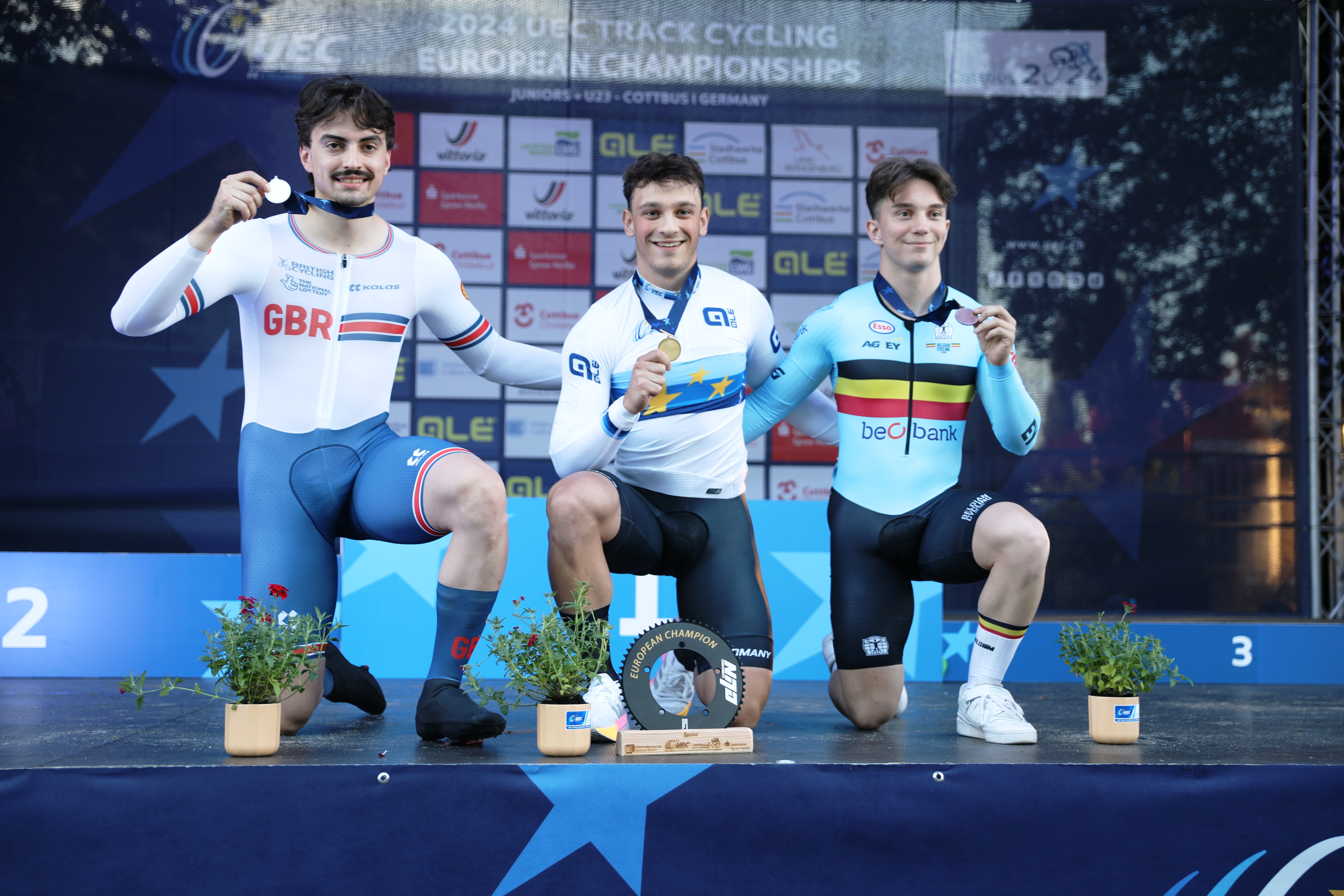
Wenige Wochen vor seinem Start bei den Olympischen Spielen 2024 in Paris wurde Spiegel in Cottbus U23-Europameister im Sprint, vor dem Briten Hayden Norris (l.) und dem Belgier Runar De Schrijver (r.)

Luca Spiegel (* 23. April 2004 in Mannheim) ist ein deutscher Radrennfahrer, der die Sprintdisziplinen auf der Bahn bestreitet.

## Sportlicher Werdegang
Luca Spiegel hat fünf Geschwister und ist seit 2017 im Radsport aktiv. Vorher spielte er Fußball, Tennis und betrieb Klettersport. Nachdem ihm eine Verwandte ein altes Rennrad vererbt hatte, entdeckte er seine Leidenschaft für den Radsport, insbesondere für den auf der Bahn. Bis zu seinem Abitur im Jahr 2023 besuchte er das Heinrich-Heine-Gymnasium in Kaiserslautern, eine Eliteschule des Sports, wo er von Frank Ziegler trainiert wird.
Im Juli 2021 wurde Spiegel mit Henric Hackmann und Torben Osterheld deutscher Junioren-Meister im Teamsprint. Gemeinsam mit Willy Weinrich und Paul Groß errang er 2021 jeweils Silber bei den Junioren-Europa- und bei den Weltmeisterschaften. 2022 wurde er mit Torben Osterheld und Danny-Luca Werner Junioren-Europameister im Teamsprint.
Im Februar 2023 wurde Spiegel für die Teilnahme an den Bahneuropameisterschaften im schweizerischen Grenchen nominiert, als möglichen Ersatz für den erkrankten Stefan Bötticher. Gemeinsam mit Marc Jurczyk und Maximilian Dörnbach belegte er im Teamsprint Platz vier.
Bei den Olympischen Spielen in Paris 2024 startete Spiegel in drei Disziplinen: im Sprint, im Keirin und im Teamsprint. Im Teamsprint belegte die deutsche Mannschaft mit Spiegel Rang sechs, im Sprint schied er im Hoffnungslauf der 1. Runde aus. Im Keirin wurde er im Halbfinale zu Fall gebracht, konnte aber im abschließenden Finalrennen im Platz sieben Platz drei belegen, was im Gesamtstand Platz neun bedeutete.

## Privates
Luca Spiegel ist mit der irischen Radsportlerin Lara Gillespie liiert (Stand 2024).

## Ehrungen
- 2021: „Nachwuchssportler des Jahres“ von Rheinland-Pfalz geehrt.[6]
- 2022: „Eliteschüler des Sports 2022“[7]

## Erfolge

### Bahn
2021
- Deutscher Junioren-Meister – Teamsprint (mit Henric Hackmann und Torben Osterheld)
- Junioren-Europameisterschaft – Teamsprint – (mit Willy Weinrich und Paul Groß)
- Junioren-Weltmeisterschaft – Teamsprint (mit Willy Weinrich und Paul Groß)

2022
- Junioren-Europameister – Teamsprint – (mit Torben Osterheld und Danny-Luca Werner)

2023
- U23-Europameisterschaft – Teamsprint (mit Willy Weinrich und Henric Hackmann)

2024
- U23-Europameister – Sprint
- Deutscher Meister – Sprint

2025
- Deutscher Meister – Teamsprint (mit Colin Rudolph und Henric Hackmann)